# Circonferenza di stazionarietà
Si definisce circonferenza di stazionarietà il luogo geometrico dei punti aventi nel generico istante accelerazione puramente normale.A differenza della circonferenza dei flessi essa per essere definita necessita della legge di moto(nel particolare dell'accelerazione di un punto almeno del sistema mobile),si evince quindi che non dipende solo dalla geometria del sistema, bensì dai valori di altre grandezze cinematiche di rango superiore. Per la determinazione del diametro si usa la seguente formula, la cui determinazione ha natura puramente geometrica
D=PI*ω²/α
Dove P è il centro di istantanea rotazione (punto di tangenza delle polari nel moto relativo di puro rotolamento).I è il polo dei flessi.ω è la velocità angolare del sistema. Sia inoltre α la componente tangenziale dell'accelerazione, definita come:
{\displaystyle \alpha (t)={\frac {d\omega (t)}{dt}}=\lim _{\Delta t\to 0}{\frac {\omega (t+\Delta t)-\omega (t)}{\Delta t}}}
La conoscenza simultanea della circonferenza dei flessi e di stazionarietà ci fornisce una visione tanto elegante quanto completa del moto, infatti risulterà dall'intersezione delle stesse il punto K(polo delle accelerazioni) e con esso le generiche accelerazioni dei punti del sistema. Inoltre il rapporto tra le dimensioni di tali luoghi geometrici ci informa circa l'evoluzione del moto,in particolare se le dimensioni della circonferenza di stazionarietà sono maggiori delle dimensioni della circonferenza dei flessi il sistema si dice a "regime" in caso contrario parleremo di "moto incipiente"